# Opuscoli Scientifici
Opuscoli Scientifici (abreviado Opusc. Sci.) fue una revista con ilustraciones y descripciones botánicas que fue editada en Bolonia desde 1817 hasta 1823 con el nombre de Opuscoli scientifici d'una Società di professori della Pontifical Università di Bologna. Una nueva serie se editó en 1824-1825.